# Tellurio (astronomia)

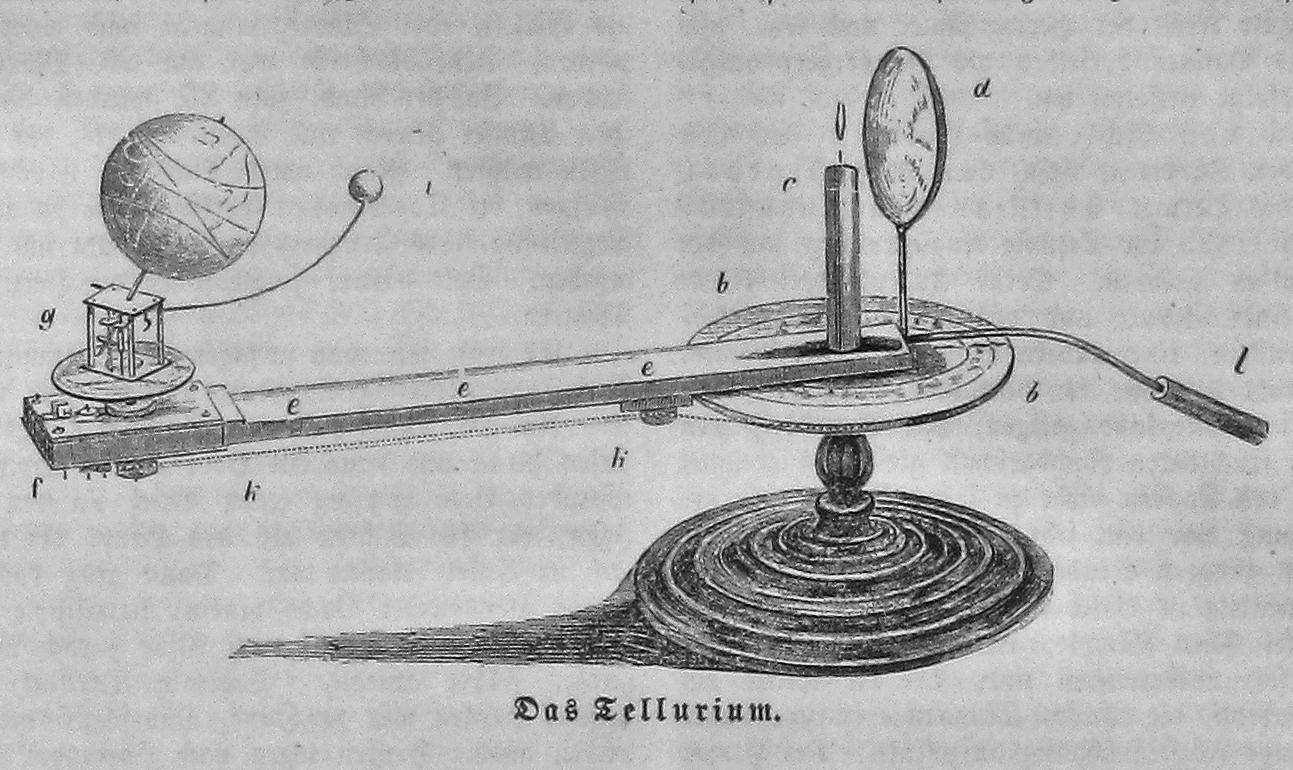
Tellurio con movimento manuale

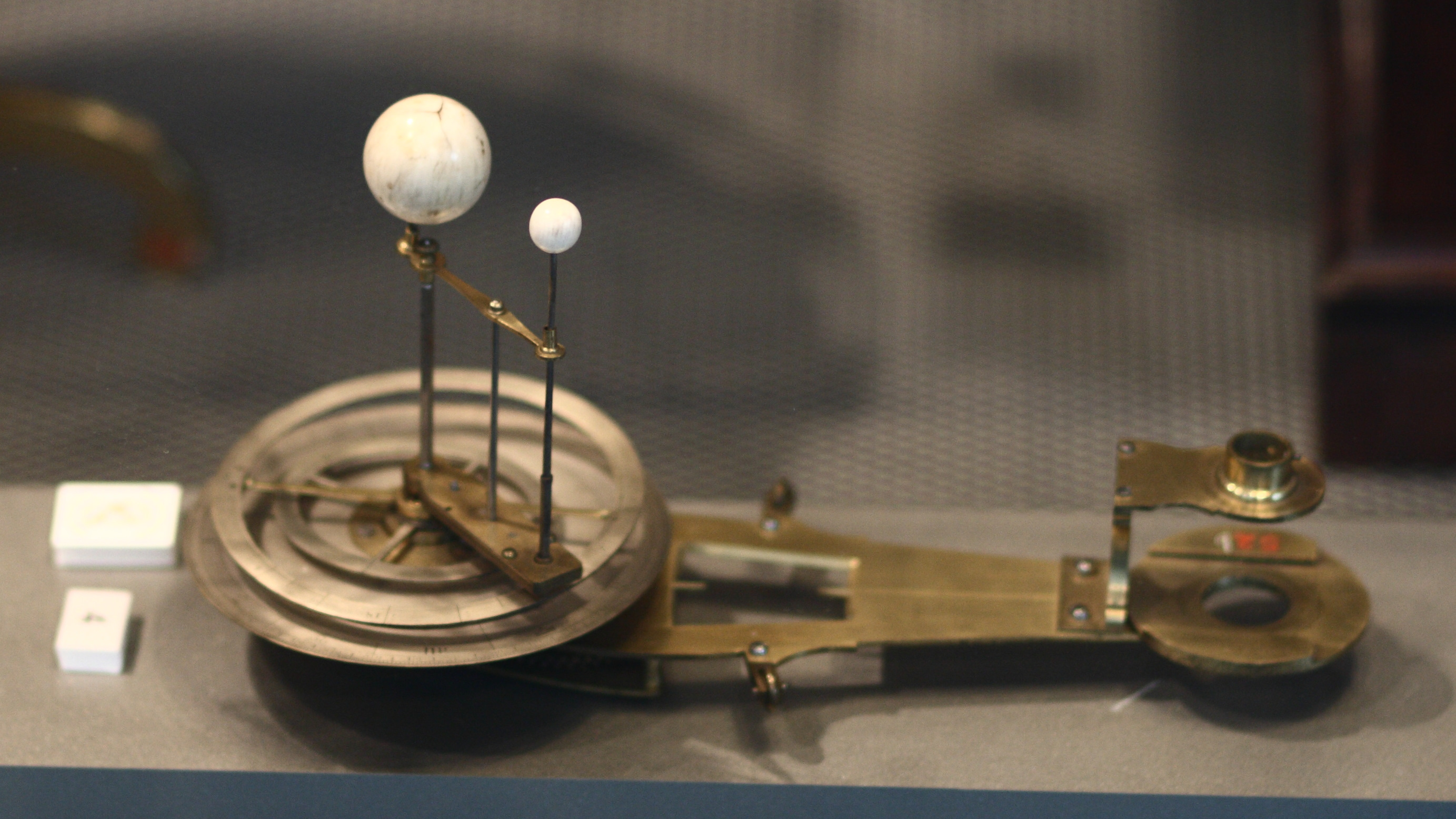
Un tellurio risalente al 1766, usato da John Winthrop per l'insegnamento dell'astronomia a Harvard.

Il tellurio è un modello per la dimostrazione e spiegazione dei fenomeni astronomici terrestri e lunari e dei loro rapporti in riferimento al sole. È in genere costituito da un orologio modificato che porta, al posto delle lancette, delle sfere che rappresentano la terra e la luna in scala ridotta. Le sfere girano attorno ad una sfera più grande, generalmente in vetro opaco, che rappresenta un sole artificiale. In passato l'illuminazione del sole era fornita da una candela. I telluri più semplici sono mossi manualmente, per mezzo di una manovella o una leva, tramite semplici meccanismi.